# Naoki Chiba
Naoki Chiba (jap. 千葉 直樹 Chiba Naoki; ur. 24 lipca 1977) – japoński piłkarz występujący na pozycji pomocnika.

## Kariera klubowa
Od 1996 do 2010 roku występował w klubie Vegalta Sendai.